# Edhellond
Edhellond es un lugar ficticio perteneciente al legendarium del escritor británico J. R. R. Tolkien. Era un antiguo puerto y asentamiento de origen élfico en Gondor, que se encontraba al sur del cruce de los ríos Morthond y Ringló.
De acuerdo a algunos escritos de Tolkien, Edhellond («Puerto-Élfico» en sindarin) fue fundado por Sindar refugiados en tres pequeñas naves que huían de la ruina de Beleriand luego de que Morgoth destruyera los reinos élficos. Otra versión cuenta que algunos refugiados de Doriath, durante su travesía, fundaron los puertos.
Las dos versiones tienen en común que los fundadores originales eran fabricantes de barcos y conocedores de navegación, que en la Primera Edad se restringía a Círdan y el pueblo de las Falas. En cualquier caso, este asentamiento se vio incrementado ante la visita de elfos Nandor en busca del mar.
Amroth, príncipe de Lórien, se perdió cerca de Edhellond en 1981 T. E. mientras buscaba a su amada Nimrodel de Lórien. Una de las acompañantes de Nimrodel, la dama élfica Mithrellas, fue enviada para hacerle saber que se había casado con Imrazôr el Númenóreano, y su hijo Galador fundó la línea de príncipes de Dol Amroth.
Para el tiempo de la Guerra del Anillo no quedaban elfos en Edhellond, ya que se habían trasladado a Lindon tiempo atrás, y se vio ocupado por los hombres de Dol Amroth.
- Datos: Q2526449